# Grijsruglijsterdikkop
De grijsruglijsterdikkop (Colluricincla boweri) is een zangvogel uit de familie Pachycephalidae (dikkoppen en fluiters). Deze vogel is genoemd naar zijn ontdekker, de Engelse ornitholoog Thomas Henry Bowyer-Bower (1862-1886).

## Verspreiding en leefgebied
Deze soort is endemisch in noordoostelijk Australië.

## Status
De grootte van de populatie is in 2021 geschat op 250.000-490.000 volwassen vogels. Er is berekend dat de aantallen in de periode 2000-2016 met meer dan 70% zijn afgenomen. Op de Rode lijst van de IUCN heeft deze soort daarom de status kwetsbaar.